# Staro egipatsko kraljevstvo
Staro egipatsko kraljevstvo je ime koje se obično pripisuje trećem tisućljeću prije Krista kada je Drevni Egipat dostigao prvi civilizacijski vrhunac. To je bilo prvo od tzv. Razdoblja "kraljevstava", koja označuju vrhunce civilizacije u dolini Nila, (ostale dvije su Srednje egipatsko kraljevstvo i Novo egipatsko kraljevstvo). Najraširenije je mišljenje da se Staro kraljevstvo protezalo kroz vrijeme vladavine treće do šeste egipatske dinastije 2575. pr. Kr.–2134. pr. Kr. Mnogi egiptolozi uključuju i sedmu i osmu egipatsku dinastiju u Staro kraljevstvo kao nastavak vladanja centraliziranog u Memfisu. Nakon Starog kraljevstva slijedi razdoblje razjedinjenja i relativnog kulturnog opadanja koje egiptolozi nazivaju Prvim prijelaznim razdobljem.
Nakon ujedinjenja Egipta, utemeljeno je sve na čemu se razvijala egipatska civilizacija. To se razdoblje naziva arhajskim dobom. Tada je stvorena temeljna hijerarhija s faraonom (eg. Per-aa, velika kuća) na vrhu, koji je smatran bogom. Egipat je dakle bio apsolutna teokratska monarhija. Faraon je smatran sinom boga Ra, bogom Horosom, njegova je vlast bila doživotna, neograničena i nasljedna. Kao vladarska podfunkcija javlja se kraljevski upravitelj donjeg Egipta.
Glavni grad Egipta za vrijeme Starog kraljevstva bio je Memfis, gdje je Džozer postavio svoj dvor. Stara je država možda najpoznatija po velikom broju piramida, koje su u to doba građene kao mauzoleji faraona. Zbog toga se Staro kraljevstvo često naziva i "Doba piramida".

## Početak Treće dinastije
Prvi slavni faraon Starog kraljevstva bio je Džozer (2630. p.K.–2611. p.K.) iz treće dinastije, on je naredio izgradnju prve piramide u novoj nekropoli Memfisa Sakari. Važna osoba za vrijeme Đozerove vladavine bio je Imhotep, koji je nadgledao izgradnju te nekropole. 
U ovom su razdoblju nekoć neovisne države drevnog Egipta postale poznate kao nomi, kojima je vladao samo faraon. Nakon toga su prijašnji vladari bili prisiljeni preuzeti uloge upravitelja ili drugačije sudjelovati u prikupljanju poreza. Drevni su Egipćani su u to doba vjerovali da im faraon može osigurati godišnje poplave Nila za njihove usjeve. Također, sebe su smatrali odabranim narodom, "kao jedina prava ljudska bića na Zemlji".

## Zlatno doba: Četvrta dinastija
Stara država i njena vladarska moć dosegli su vrhunac za vrijeme četvrte egipatske dinastije, koja je započela Snofruom (2575. p.K.–2551. p.K.). Koristeći više kamenog materijala od bilo kojeg faraona gradio je tri piramide: tajanstvenu piramidu u Meidumu (neuspješno), slavnu iskrivljenu piramidu u Dašuru (i ovdje neuspješno), i malu crvenu piramidu, također u Dašuru.
Snofruov nasljednik bio je Keops (2551. p.K.–2528. p.K.), koji je izgradio veliku piramidu u Gizi. Kasnija ga egipatska književnost opisuje kao okrutnog tiranina koji je nametnuo prisilni rad svojim podanicima da bi se piramida završila. Nakon njegove smrti moguće je da su njegovi sinovi Džedefra (2528. p.K.–2520. p.K.) i Kefren (2520. p.K.–2494. p.K.) imali razmirice. Kefren je izgradio drugu piramidu i (po tradicionalnom shvaćanju) Sfingu u Gizi. Nedavna ponovljena razmatranja dokaza upućuju da je sfingu možda izgradio Djedefra kao spomenik Keopsu.
Kasniji vladari četvrte egipatske dinastije bili su Mikerin (2494. p.K.–2472. p.K.), koji je izgradio najmanju piramidu u Gizi, i Šepseskaf (2472. p.K.–2467. p.K.).

## Nazadovanje i pad; od Četvrte do Osme dinastije
Peta dinastija počela je s Userkafom (2465. p.K.–2458. p.K.), koji je pokrenuo reforme koji su oslabili faraona i centralnu vlast. nakon njegove vladavine započeti su građanski ratovi jer moćni nomarsi (regionalni upravitelji) više nisu pripadali vladarskoj obitelji. Sve teži građanski sukobi potkopali su jedinstvo i vladavinu faraona te uzrokovali glad. No, regionalna autonomija i građanski ratovi nisu bili jedini razlog nazadovanja. Ogromni graditeljski projekti četvrte dinastije premašili su kapacitete egipatske blagajne i stanovništva i zbog toga oslabile državu pri samim korijenima. 
Konačni udarac bilo je kratkotrajno zahlađenje u regiji koje je uzrokovalo drastično smanjenje količine oborina između 2200. i 2100 p.K., a to je spriječilo normalno poplavljivanje Nila. Posljedica toga bila su desetljeća gladi i razdora. Zapis na grobu Ankhtifija, vladara prvog prijelaznog razdoblja, opisuje stanje u zemlji pri kraju Starog kraljevstva: Cijeli je Gornji Egipat umirao od gladi i ljudi su jeli svoju djecu…

## Poveznice
- Umjetnost drevnog Egipta
- Abusir